# Alte Pathologie Wehnen

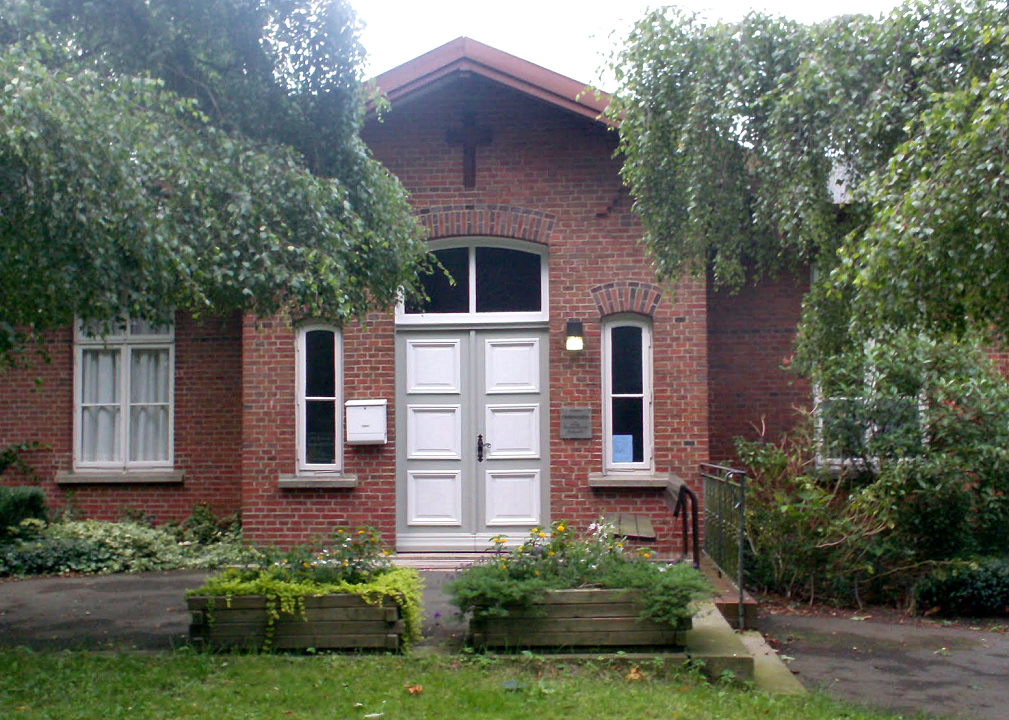
Eingang der Alten Pathologie

Die Alte Pathologie auf dem Gelände der Karl-Jaspers-Klinik im Bad Zwischenahner Ortsteil Wehnen ist eine Gedenk- und Dokumentationsstätte für Opfer der NS-Krankenmorde.

## Geschichte
Die Heil- und Pflegeanstalt Wehnen (die heutige Karl-Jaspers-Klinik Wehnen) hat lange Zeit als psychiatrische Einrichtung in Deutschland gegolten, an der keine Euthanasie durchgeführt wurde. Da keine Patienten verlegt worden seien, sei auch niemand getötet worden, so die Vertreter der These. Dies entspricht allerdings nicht den Tatsachen: Schon etwa drei Jahre vor dem Beginn der Aktion T4 begann in Wehnen ein Euthanasieprogramm durch Aushungern von Patienten und vermutlich auch durch Medikamentengaben. Dazu kam die Überbelegung der Einrichtung ab 1939, als die auf 400 Betten ausgelegte Einrichtung nach und nach bis zu 1200 Patienten versorgen musste. Einen Höhepunkt erreichte die Sterberate der Patienten im Jahr 1945, als das Sechsfache des Normalwertes erreicht wurde. Schätzungsweise wurden insgesamt etwa 1500 Patienten in der Zeit des Nationalsozialismus in der Heilanstalt Wehnen gezielt getötet.
In den 1960er Jahren konsultierte eine der späteren Gründerinnen des Gedenkkreises Wehnen einen Psychiater, um nach der Diagnose der Krankheit ihrer einst in Wehnen verstorbenen Mutter zu fragen. Dabei geriet sie jedoch an Dr. Paul Moorahrend, einen der Ärzte, die für die Tötung dieser Frau verantwortlich gewesen waren. Er enthielt ihr die Informationen aus der Krankenakte vor. Erst Jahrzehnte später erfuhr die Tochter, dass ihre Mutter in Wehnen verhungert war und dass sie dieses Schicksal mit zahlreichen anderen Patienten geteilt hatte. Nachdem zunächst auf private Initiative hin Forschungen über die Vorgänge in Wehnen eingeleitet worden waren und der Historiker Ingo Harms sich gegen einige Widerstände z. B. aus dem Landeskrankenhaus der Thematik angenommen hatte, wurde 2005 an der Carl-von-Ossietzky-Universität in Oldenburg ein Forschungsprojekt eingerichtet, das der Vertiefung der Forschungen und der Aufarbeitung der Fälle gewidmet ist.
Etwa 2000 Euthanasie-Meldebögen aus Wehnen aus den Jahren 1940 bis 1944 konnten ausgewertet werden, weil in dieser Einrichtung die zunächst handschriftlich ausgefüllten Formulare zur Weitermeldung nach Berlin noch einmal abgetippt wurden. Während die in die zentrale Meldestelle nach Berlin verschickten Bögen nicht mehr existieren, sind die handschriftlich ausgefüllten Originale in Wehnen zusammen mit den übrigen Krankenakten erhalten geblieben.

## Gedenkstätte

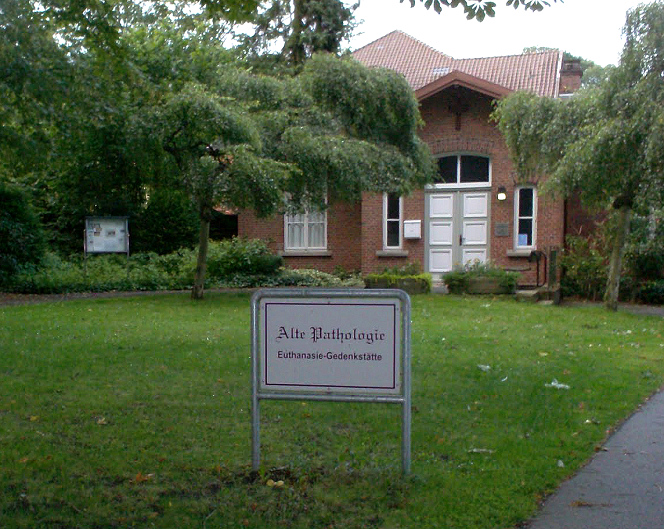
Gedenkstättenschild vor der Alten Pathologie

Dokumentiert und präsentiert werden in der Alten Pathologie die Zwangssterilisationen und NS-Krankenmorde in der Anstalt Wehnen während der Zeit des Nationalsozialismus. Die Schicksale der zwischen 1933 und 1947 verstorbenen Patienten werden dargelegt, ferner werden Informationen über Sterilisierte im Bereich des Erbgesundheitsgerichts Oldenburg sowie insgesamt über die „Erbgesundheitspflege“ in der Region Weser-Ems angeboten. Die ehemalige Prosektur der Anstalt ist zum Ort des Gedenkens umgestaltet worden.
Dieses Backsteinbauwerk mit dem kreuzförmigen Grundriss auf dem Gelände des früheren Niedersächsischen Landeskrankenhauses wurde 1880 oder 1890 errichtet und diente zunächst als Leichenhalle. Ab 1936 wurde es als Pathologie genutzt. Überreste des Seziertisches und Abflüsse im Boden aus dieser Zeit sind noch erhalten. Im Jahr 2002 überließ die Landesregierung den Initiatoren der Gedenkstätte die Prosektur als Mietsache; am 17. April 2004 konnte die Gedenkstätte Alte Pathologie ihrer Bestimmung übergeben und im Sommer desselben Jahres in Betrieb genommen werden. Sie ist regelmäßig der Öffentlichkeit zugänglich. Die finanziellen Probleme bezüglich des Erhalts und der Erweiterung der Gedenkstätte um weiterhin eine wertvolle Arbeit zu leisten, sind sehr groß.

## Film
Ein Fernsehfilm aus dem Jahr 2017, der die Euthanasie-Fälle in Wehnen behandelt, trägt den Titel Ich werde nicht schweigen. Nadja Uhl verkörpert darin in der Hauptrolle eine überlebende Patientin der Heilanstalt.